# Axiodes rufigrisea
Axiodes rufigrisea là một loài bướm đêm trong họ Geometridae.